# Humaide ibne Cataca
Humaide ibne Cataba ibne Xabibe Altai (Humayd ibn Qahtaba ibn Shabib al-Ta'i) foi um líder militar sênior no começo do Califado Abássida.

## Vida
Humaide foi o filho de Cataba ibne Xabibe Altai, que junto com Abu Muslim liderou a Revolução Abássida que derrubou o Califado Omíada. Junto com seu irmão Haçane, Humaide foi ativo na causa abássida no Coração durante os anos anteriores a revolução, servindo como vice-naquibe. Após a revolução, ligou-se ao governador da Síria, Abedalá ibne Ali, e juntou-se a ele quando se rebelou contra o califa Almançor (r. 754–775) em 754. Ele logo se arrependeu de sua decisão e escapou do campo de Abedalá antes de sua derrota final.
Apesar disso, logo foi nomeado como governador por Almançor, primeiro na Jazira (754), quando enfrentou uma determinada rebelião carijita, e então no Egito (759). Em 762, serviu sob Issa ibne Muça na supressão da rebelião de Maomé Nafes Zaquia. Três anos depois, foi nomeado como governador da Armênia, e em 768, foi nomeado governador do Coração, um posto que manteve até sua morte em 776. Ele foi brevemente sucedido por seu filho, Abedalá, que mais tarde desempenhou um papel proeminente na guerra civil da Quarta Fitna. Como muitas das antigas famílias abássidas, eles perderam poder, embora não sua riqueza, após o triunfo de Almamune na guerra civil.